# Xip Xap
Xip Xap és una companyia de teatre i de música creada l'any 1983 a la ciutat de Lleida amb un projecte d'animació musical, de teatre de carrer, de titelles i de teatre per a tots els públics amb una tropa variable en espectacles. La companyia és membre de l'Associació Professional de Teatre per a Tots els Públics.
La companyia assumeix la responsabilitat en tots els àmbits de l'espectacle, des del purament empresarial i administratiu, a l'artístic i el tècnic. Ha dirigit, produït, elaborat, coordinat i interpretat un total de més de 50 espectacles, entre els quals hi ha espectacles de cercaviles, titelles, pallassos, animació musical, teatre per a tots els públics, teatre de carrer, espectacles pirotècnics, accions, performances i espectacles d'escuma. Des de l'any 1999 també inclou en el seu repartiment teatre per adults. L'agost de 2009 participà amb una vintena de grups catalans com a convidada especial al festival de teatre infantil i juvenil d'Au Bonheur des Mômes (A la felicitat dels nens) a la localitat francesa de Le Grand-Bornand. Es tracta d'un dels esdeveniments més importants en aquest sector.
El 2010 va guanyar el concurs primer Concurs de Produccions Guillem d'Efak amb el text La Reina Calàpot d'Aina Dols, que van atorgar suport econòmic a la seva producció. La tardor 2011 va organitzar una gira de tres mesos per Espanya.

## Obra
Discografia
- Danses i Mudances, 1998[5]
- Que peti la plaça!, 2003[6]
- Sabata pirata, 2008.[7]

Teatre, animació i titelles.
- Els músics de Bremen, (2005)
- El conte de la lletera, (2008) Adaptació i actualització d'Isop i de Jean de La Fontaine amb cançons populars, al qual la companyia no sols "crea ninots però els humanitza i els vincula a la cultura tradicional com a porta cap a un coneixement superior."
- Els tres porquets, 2010, una reformulació de la història on el més petits dels tres és una porqueta que vol ser arquitecta i viatjar en moto[8]
- La Cigala i la Formiga, 2010, obra inspirat d'Isop, estrenada a la 21a feria La Mostra d'Igualada.[9]
- El llop i les 7 cabretes, Un conte jugat, cantat i re-interpretat. Estrenat Teatre Julieta Agusti (2016)[10]
- Transhumància. Un viatge ancestral ple de rialles, sensacions i emocions. Estrenada al Festival TAST de Sant Feliu de Llobregat 2016.[11]
- Hamelí- Hamelín. 2019 Sovint veiem una cosa i en realitat és una altra.

## Premis
- Premi Arc en la categoria música popular familiar al Mercat de Música Viva de Vic en 2009.[12]
- Placa al mèrit cultural i artístic de la Paeria de Lleida (2009)[1]
- Concurs de Produccions Guillem d'Efak (2010)
- Transhumància. Premi al millor espectacle de carrer Fira de titelles de Lleida 2017.[13]
- Hamelí. Premi Drac d'or Fecoll. Fira de titelles de Lleida 2021
- Hamelí. Premi jurat infantil, Millor espectacle Festival Titirijai 2021

## Fires i Festivals on ha participat
- La Mostra d'Igualada - Fira de teatre infantil i juvenil
- FIET - "Fira de Teatre Infantil i Juvenil de les Illes Balears" - Vilafranca de Bonany
- FETEN. Feria europea de artes escénicas para niños y niñas
- FiraTàrrega - Arts de carrer